# Clara (roślina)
Clara Kunth – rodzaj roślin z plemienia pomklicowych (Herrerieae Endl.) w podrodzinie agawowych w obrębie rodziny szparagowatych. Obejmuje trzy gatunki występujące w południowo-wschodniej Ameryce Południowej, na obszarze południowej Brazylii, Paragwaju, Urugwaju i północno-wschodniej Argentyny. Wyodrębniony w XIX wieku dla bezłodygowych gatunków z rodzaju pomklica (Herreria). W wielu XX-wiecznych ujęciach uznawany za  jego synonim taksonomiczny. W XXI wieku wyodrębniony w niektórych ujęciach taksonomicznych.
Wykaz gatunków
- Clara gracilis R.C.Lopes & Andreata
- Clara ophiopogonoides Kunth
- Clara stricta (L.B.Sm.) R.C.Lopes & Andreata